# WWE Brand Extension (2006)
WWE Brand Extension 2006 fue la segunda edición del Brand Extension. En esta edición se agregó la nueva marca de la WWE: ECW, al representante de la ECW, Paul Heyman se le permitieron dos transferencias para ECW (una de RAW y una de SmackDown!).

## Antecedentes
Después de que WWE compraron todas las acciones de Extreme Championship Wrestling (ECW) en 2003, la empresa comenzó la liberación de DVD originales para la promoción de ECW. Poco después, la empresa promovió dos shows de ECW de muestra para los antiguos luchadores de ECW y los eventos de ECW One Night Stand en 2005 y en 2006.
El 26 de mayo de 2006, WWE anunció el lanzamiento de una nueva marca, ECW, un renacimiento de la promoción 1990. La nueva marca debutó en su red Sci Fi desde el 13 de junio de 2006 hasta el 16 de febrero de 2010.

## Selección de Luchadores
| Sorteo N.º | Marca (a) | Luchador/Diva | Marca (de) |
| ---------- | --------- | ------------- | ---------- |
| 1          | ECW       | Rob Van Dam   | RAW        |
| 2          | ECW       | Kurt Angle    | SmackDown! |

## Resultados
- El Mr. Money in the Bank Rob Van Dam fue transferido de RAW a ECW.
- Kurt Angle fue transferido de SmackDown! a ECW.

## Campeonatos

### RAW
- Campeonato de la WWE.
- Campeonato Intercontinental de la WWE.
- Campeonato Mundial en Parejas de la WWE.
- Campeonato Femenino de la WWE. (disponible para cualquier marca)

### SmackDown!
- Campeonato Mundial Peso Pesado
- Campeonato de los Estados Unidos de la WWE.
- Campeonato Peso Crucero de la WWE.
- Campeonato en Parejas de la WWE.

### ECW
- Campeonato de la ECW.

## Después de la Adición de ECW
- ECW tuvo un nuevo evento exclusivo de su marca en diciembre de 2006: ECW December to Dismember.